# 米兰达诉亚利桑那州案
米兰达诉亚利桑那州案（英語：Miranda v. Arizona，384 U.S. 436 (1966)）是联邦最高法院于1966年审理并最终以5比4作出判决之里程碑案件。在判决中，联邦最高法院规定在实施逮捕和审讯嫌疑人时，警方必须及时提醒嫌疑人以下事项：1、可保持緘默；2、任何之陳述內容，將被呈庭作為不利於己之證據；3、可選任辯護人陪同在場，或提供法律諮詢；4、如無資力選任辯護人，偵訊前得請求指定辯護人為其辯護。这样的四条内容就是著名的米兰达告诫。同时判决中规定，警方在告知嫌疑人拥有以上权利后，须确定嫌疑人的确已经明白其中意义，如果嫌疑人仍自愿配合警方，其后的供词及根据供词所获得之任何证据才能在审判中呈庭，否则无效。联邦最高法院对这一案件的判决是和另外三个案件同時作出，这三个案件分别是韦斯托弗诉美国案（英語：Westover v. United States）、弗吉尼拉诉纽约州案（英語：Vignera v. State of New York）和加利福尼亚州诉史都华案（英語：State of California v. Stewart）。
本案判决书中要求全美警方在今后勤務中强制加入米兰达告诫的判决，对执法部门造成極大冲击，根据新的规程，警察在逮捕嫌疑人后第一时间必须向其告知权利，否则可能导致之后其口供等证据在审判中全部无效。后来，警方將米兰达告诫印成卡片发给警官，方便其逮捕嫌疑人后照本宣读。这一主要目的是为防止警方刑讯逼供、屈打成招，也引起了下到基层执法部门，上到最高法院本身的大量争议。
在2010年6月1日的伯休斯诉汤普金斯案560 U.S. ___ (2010) (docket 08-1470)判决书中联邦最高法院裁定，如果嫌疑人在明确知道有权保持沉默和与律师商议后并不明确要求行使这一权力，那么其之后的供词将可以被法庭视为有效证据。

## 案件背景
1963年3月13日，一位名叫恩纳斯托·米兰达的青年男子被凤凰城警察局逮捕，警官根据间接证据認定他与10天前发生之17岁少女被绑架和强奸案件有關而对其展开审讯。两个小时后，米兰达在供述强奸罪的认罪供词上签字，供词上也有“我谨宣誓自己完全是出于自愿而作出此陈述，没有受到任何威胁、强迫或是为得到任何豁免权的交换。并且我已充分了解权益，知晓任何陈述都可能对己不利”的字样。
不过在这一过程中，警官并没有告知米兰达他有权保持沉默并且与律师进行商议，也没有告知其证词将会被用于指控。在法院开庭审理时，地方檢察官出示米兰达写下的供词作为指控犯罪的重要证据，而米兰达的公共辩护律师艾尔文·摩尔（英語：Alvin Moore）指出警方没有在审问前告知宪法权利，因此证据应被排除，但法庭没有接受意见。米兰达被陪审团认定强奸和绑架罪名成立，法官判处每项罪名20至30年有期徒刑且同时执行。
艾尔文将案件向亚利桑纳州最高法院上诉，声称米兰达的认罪非完全自愿，因此不应为法庭所接受。而亚利桑纳州最高法院则在亚利桑那州诉米兰达案中同意了之前法院的意见，并特别强调米兰达并没有要求要有律师。

## 联邦最高法院意见

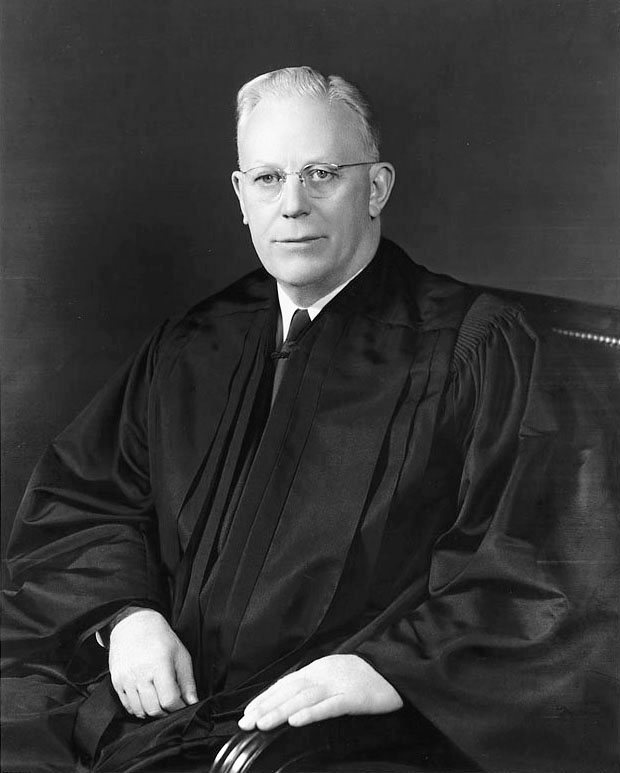
厄尔·沃伦曾带领联邦最高法院作出许多对美国民权运动影响深远的重要判决

1966年，联邦最高法院以5比4一票之差推翻了州地方法院的判决。曾担任基层检察官、加利福尼亚州司法部长和州长的美国首席大法官厄尔·沃伦撰写判决书中的多数意见，小威廉·布伦南、雨果·布莱克、威廉·道格拉斯、艾毕·福塔斯4位大法官联名。
法院的多数意见认为，由于警方强制性关押和审讯环境肯定对被告产生胁迫（沃伦在判决书中列举了多个之前庭审辩论过程中并没有作为证据出现过的警察培训手册为证明），因此除非嫌疑人在清楚地知道权利并且主动选择放弃，否则根据美利坚合众国宪法第五条修正案中的自证其罪条款和第六条修正案中的律师权条款，其所作的任何供词都将是无效。
可保持緘默，任何之陳述內容，將被呈庭作為不利於己之證據；可選任辯護人陪同在場，或提供法律諮詢，如無資力選任辯護人，偵訊前得請求指定辯護人為其辯護。
由此，米兰达的定罪被推翻。判决书中明确规定如果嫌疑人要求行使其权利时应有程序：
如果嫌疑人在审问开始前或正在受审时的任何时间以任何方式表示希望保持沉默，则审讯马上停止……如果嫌疑人表示需要律师，审问也须马上停止直到律师到场。并且嫌疑人须有足够的时间与律师进行商议，之后任何问话中須有律师在场。

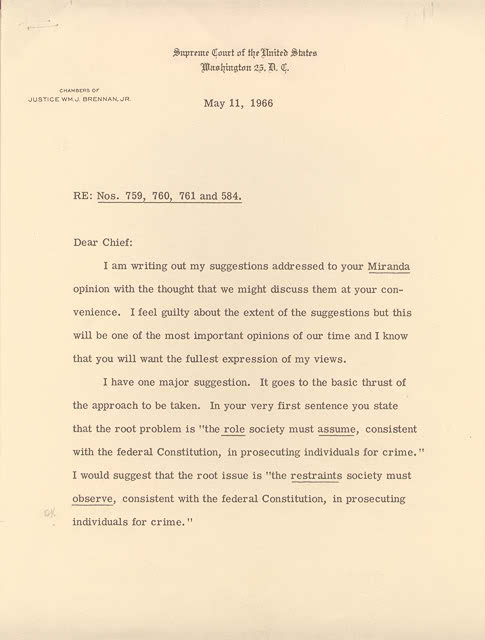
大法官布伦南对于本案判决的意见

不过，虽然美国公众自由联盟强烈要求联邦最高法院在判决中“强制”规定在所有警察局都必须有律师常驻，以便在警察审问过程中都可以直接在场。但沃伦没有接受建议，也没有在前面的判决书中建议“立即”。
沃伦还指出当时联邦调查局和统一军事法典中都已有类似规定，两者都要求告知嫌疑人有权保持沉默，而联邦调查局的告诫用语中还包括明示嫌疑人有权与律师进行商议。
不过，对判决投下反对票的另外4位大法官认为这一决定是多数派对刑讯逼供之过度反应。并且最终将导致严重后果——他们相信，所有犯罪嫌疑人一经警告，肯定会要求律师帮助并拒绝给予警方口供。

### 克拉克大法官的部分同意和部分异议
汤姆·C·克拉克对判决表示了部分同意和部分异议并写出相应意见。他认为多数派的决定“操之过急”（英語：“too far too fast”），相反地他认为应该根据实际加以区别具体案件並具体分析，且根据海恩斯诉华盛顿案（英語：Haynes v. Washington，373 U.S. 503 (1963)）中大法官亚瑟·戈德伯格所提出方案，法院可以：
根据具体案件判断是否需要让警察在审讯前告知嫌疑人可与律师商议，并且無資力選任律师，偵訊前得請求指定律师為其辯護。若没有告知嫌疑人权利，各州有义务证明乃因嫌疑人明确知道可与律师商议卻仍决定放弃权利或显然自愿作出供叙。

### 哈兰大法官的反对意见
在其不同意见中，大法官约翰·马歇尔·哈兰二世写道：“宪法中没有任何文字、表述精神或先例，来允许应履行宪法职责之法院越俎代庖。”“人人皆知，如果没有嫌疑人口供，有些案件很可能永远无法破案，众多专家证据表明此对减少犯罪非常关键”。“由于犯罪行为将会导致社会付出极大代价，这种新的程序只能视为是高风险的实验”。他还在意见的最后引用了其前任大法官罗伯特·H·杰克逊的话：“这个法院总是在往宪法殿堂中增加新的案例，但是当案例增加太多，宪法殿堂有可能崩潰。”

### 拜伦·怀特大法官的反对意见
1962年上任的拜伦·怀特大法官在判决书上留下反对意见，这其中核心就是认为法院在没有明确的相应宪法规定，并且也没有相关先例的情况下，宣布了一种新宪法权利的存在。他表示：“无论是在第五修正案或历史先例中，都没有禁止未经警告而进行审讯来防止自治其罪的多数意见。”并且他认为在英国普通法中也没有相应根据。
他对多数意见将会产生的后果给予警告：
我实在不想承担这种会给目前执法程序带来巨大冲击的责任。无数案件中，（最高）法院的规则将把杀人犯、强奸犯或其他罪犯放回到大街上或是其它产生犯罪行为的环境中，放任其在任何时候重复罪行。其结果是，不会有助增强並反而会削弱人的尊严。

## 扩展阅读
- Baker, Liva. . New York: Atheneum. 1983. ISBN 0-689-11240-8.
- Soltero, Carlos R. . . Austin: University of Texas Press. 2006: 61–74. ISBN 0-292-71411-4.
- Levy, Leonard W.  Reprint. 纽约: Macmillan. 1986 [1969]. ISBN 0-02-919580-2.
- Stuart, Gary L. . 亚利桑那州图桑市: University of Arizona Press. 2004. ISBN 0-8165-2313-4.
- law.uga.edu
- 陈伟. . . 北京: 中国法制出版社. 2004: 291-310. ISBN 7-80182-138-6.